# نادي رباع السرحان
نادي رباع السرحان هو نادي كرة قدم أردني مقره فيو منطقة رباع السرحان في البادية الغربية. ويتنافس حالياً في دوري الدرجة الأولى الأردني، وهو المستوى الثاني لكرة القدم الأردنية .

## تاريخه
في 13 يناير 2020، حصل نادي رباع السرحان على الموافقة لاجل المشاركة في دوري الدرجة الثالثة الأردني من قبل الاتحاد الأردني لكرة القدم . وشارك في دوري الدرجة الثالثة الأردني 2020 في ذلك الموسم.  
بتاريخ 12 مارس 2022، ساعد أمين عام وزارة الشباب الدكتور حسين الجبور في رعاية النادي فيما يتعلق بأعمال الصيانة لمجمع رباع السرحان الرياضي.
وشارك في كأس الاتحاد الأردني 2022 ، حيث تغلب على نادي عالية 1–0، لكنه خسر 6–0 أمام الجزيرة . 
خلال موسم دوري الدرجة الثانية الأردني 2023 ، تم الإبلاغ في البداية عن هبوط نادي رباع السرحان إلى دوري الدرجة الثالثة الأردني .  ومع ذلك، تقرر إيقاف بطل الدوري فريق دوقرة عن المشاركة في الدوري وهبوطه إلى الدرجة الثالثة، مما أدى إلى إنقاذه من الهبوط والسماح له بالمشاركة في موسم 2024.

## روابط خارجية
- نادي رباع السرحان Soccerway
- نادي رباع السرحان - الاتحاد الأردني لكرة القدم
- رباع السرحان - كوورة